# Gunnar Beck
Gunnar Beck (* 1. Mai 1965 in Düsseldorf) ist ein deutscher Jurist, Rechtsphilosoph und Politiker der AfD. Er ist Hochschullehrer an der School of Oriental and African Studies (SOAS) der University of London. Von 2019 bis 2024 war er Abgeordneter des Europäischen Parlaments.

## Leben
Beck studierte Politikwissenschaft, Philosophie sowie Rechts- und Wirtschaftswissenschaften in Oxford, Münster, Heidelberg und London. 1996 promovierte er unter Isaiah Berlin am Nuffield College in Oxford in Philosophie. In den 2000er-Jahren arbeitete Beck als angestellter Barrister (Rechtsanwalt) in der internationalen Anwaltskanzlei Herbert Smith (2000–2002, heute: Herbert Smith Freehills) in London und war zudem als Europarechtsberater des britischen Unterhauses tätig. Als Dozent unterrichtete er zeitweise an der University of Oxford und der London School of Economics. Seit 2005 lehrt er Europarecht und Rechtstheorie an der juristischen Fakultät (law school) der School of Oriental and African Studies (SOAS), einem College der University of London. In Reaktion auf seine Tätigkeit als Kandidat der AfD distanzierten sich seine Kollegen der SOAS-Jura-Fakultät geschlossen von ihm. Dort ist er Reader; das Amt für Hochschullehrer an britischen Universitäten ist zwischen einem Senior Lecturer und der dort vergleichsweise seltenen Position Professor angesiedelt. Nebenberuflich arbeitet Beck als selbstständiger Barrister einer Anwaltskanzlei in London. Schwerpunkt seiner anwaltlichen Tätigkeit ist das Europarecht. Er spricht Deutsch, Englisch und Französisch.
Beck trat 2014 in die Alternative für Deutschland ein, in der er als Teil des gemäßigt-konservativen Lagers, seinerzeit um Jörg Meuthen, gilt. Bei der Europawahl 2019 war er der zehnte Kandidat der AfD-Liste und wurde somit in das Europaparlament gewählt. Während der Ermittlungen wegen Missbrauchs von Titeln verlor er im Juni 2020 zeitweilig die parlamentarische Immunität. Beck ist seit Februar 2022 stellvertretender Leiter der AfD-Delegation im Europäischen Parlament und war bis zum Ausschluss der AfD-Delegation im Mai 2024 einer von zwei stellvertretenden Vorsitzenden der Fraktion Identität und Demokratie. Sein Amtsvorgänger Meuthen war am 10. Februar 2022 aus der Fraktion ausgetreten.
Am 4. August 2023 wurde Beck auf Listenplatz 18 der AfD für die Europawahl 2024 gewählt. Er konnte sich dabei gegen seinen Konkurrenten Ulrich Oehme durchsetzen, verfehlte aber den Wiedereinzug ins Europaparlament.

## Kontroversen
Beck wurde auf dem Stimmzettel für die Europawahl im Mai 2019 als „Prof. Dr. Gunnar Beck“ betitelt. Auch in anderen Zusammenhängen trat Beck als Professor auf. Nach deutschem Recht ist Gunnar Beck jedoch kein Professor und darf diesen Titel deshalb in Deutschland nicht führen. Beck berief sich in einer Stellungnahme gegenüber dem Deutschlandfunk darauf, dass die Tätigkeit eines Readers der eines Professors in Deutschland entspreche. Das Ministerium für Kultur und Wissenschaft des Landes Nordrhein-Westfalen, das wegen seines amtlichen Wohnsitzes in Neuss für ihn zuständig ist, stellte jedoch klar, dass ihn dies nicht zu der Führung der Bezeichnung „Prof.“ oder „Professor“ in Deutschland berechtige. Über mehrere Monate stand zudem im Wikipedia-Artikel über Beck, dass er Professor an der Universität Sussex sei. Gegenüber dem Verfassungsblog verwies Beck darauf. Die Universität Sussex erklärte jedoch, Beck habe zu keinem Zeitpunkt dort gearbeitet.
Auch die Bezeichnung „Fachanwalt für EU-Recht“ verwendete Beck laut Christian Wolf, Leiter des Instituts für Anwaltsrecht an der Universität Hannover, zu Unrecht. Er erfülle nicht die Voraussetzungen nach der Fachanwaltsordnung für diesen in Deutschland geschützten Titel. Nach deutschem Berufsrecht gibt es einen Fachanwalt für Europarecht gar nicht.
Auf der Grundlage von Presseberichten und Strafanzeigen wegen des mutmaßlichen Missbrauchs von Titeln leitete die Staatsanwaltschaft Düsseldorf Ermittlungen ein. Infolge Becks Wahl zum EU-Abgeordneten und seinem Mandatsantritt wurden die Ermittlungen ausgesetzt. Im Juni 2020 verlor er seine parlamentarische Immunität, nachdem das EU-Parlament einem Antrag der Staatsanwaltschaft Düsseldorf stattgegeben hatte, um die Wiederaufnahme der Ermittlungen zu ermöglichen. Im November 2021 erließ das Amtsgericht Neuss gegen Beck einen Strafbefehl von 60 Tagessätzen, gegen den Beck Einspruch einlegte. Im Juni 2022 verurteilte ihn das Amtsgericht Neuss wegen Titelmissbrauchs zu einer Geldstrafe von 9200 Euro. Beck legte dagegen Berufung ein. Am 20. Dezember 2024 wurde Beck vor dem Landgericht Düsseldorf wiederum wegen Titelmissbrauchs verurteilt. Angesichts eines Geständnisses und der langen Verfahrensdauer milderte das Gericht das vorinstanzliche Urteil auf eine Verwarnung mit Strafvorbehalt und eine Zahlung von 500 Euro. Beck gab an, mittellos zu sein.
Auf Antrag der Staatsanwaltschaft Düsseldorf hat das EU-Parlament am 11. April 2024 die Immunität Becks erneut aufgehoben. Gegen Beck wird wegen des Diebstahls geringwertiger Sachen, vorsätzlicher Körperverletzung und Widerstands gegen Vollstreckungsbeamte ermittelt. Beck bezeichnete die Anschuldigungen als unbegründet. Hintergrund sind Ermittlungen zu einem Vorfall vom 29. Oktober 2022, bei dem Beck „in einem Kaufhaus in Neuss Proben von Testerprodukten entnommen hat, die für Kunden ausgestellt wurden, angeblich in der Absicht, diese zu entfernen, ohne dafür zu bezahlen.“ Der Aufforderung einschreitender Vollstreckungsbeamter, keinen Widerstand zu leisten, sei er nicht nachgekommen.

## Haltung gegenüber Russland
Die Umsetzung einer Verfassungsänderung in Russland im Jahr 2020, die Präsident Putins bisherige Amtszeiten annullierte und ihm damit den erneuten Antritt zur Präsidentenwahl ermöglichte, begrüßte Beck als einen Fortschritt, weil damit zugleich die Amtszeiten russischer Präsidenten für die Zukunft begrenzt werden sollen. Im Oktober 2021 reiste er auf Einladung der russischen Duma als Wahlbeobachter nach Moskau. Auf Nachfrage sah er trotz des Sponsorings durch russische Stellen keine Neutralitätsprobleme für eine unabhängige Wahlbeobachtung. Nach dem russischen Überfall auf die Ukraine forderte Beck Anfang März 2022 auf Twitter überspitzt einen Nobelpreis für Medizin für Wladimir Putin für dessen Handhabung der COVID-19-Pandemie in Russland. Anfang Juni 2023 reiste er zu einer Begegnung mit dem Vorsitzenden des Ausschusses für internationale Angelegenheiten der russischen Staatsduma, Leonid Sluzki, nach Moskau und betonte angesichts der Zerstörung des Kachowka-Staudamms am Tag zuvor das „gemeinsame Interesse“ Russlands und Deutschlands, „eine weitere Eskalation dieses Konfliktes zu verhindern“.

## Werke
- Fichte and Kant on Freedom, Rights, and Law. Lexington Books, 2008, ISBN 978-0-7391-2294-5.
- The Legal Reasoning of the Court of Justice of the EU. Hart Publishing, Oxford 2013, ISBN 978-1-84946-323-2.